# 伍德蘭鎮區 (伊利諾伊州卡羅爾縣)
伍德蘭鎮區（英語：Woodland Township）是位於美國伊利諾伊州卡洛爾縣的一個行政鎮區。

## 地方資料
根據2010年美國人口普查的數據，伍德蘭鎮區的面積為94.80平方千米，當中陸地面積為94.80平方千米，而水域面積為0.00平方千米。當地共有人口266人，而人口密度為每平方千米2.81人。